# 入江順和
入江 順和（いりえ まさかず、1981年9月30日 - ）は、日本の元ラグビー選手。

## プロフィール
- 福岡県出身。
- ポジションはスタンドオフ。
- 身長 172cm、体重 78kg
- 日本代表キャップは1。
- ニックネームはマサ。

## 経歴
八幡中央高校、関東学院大学卒業。大学卒業後2004年4月から2005年8月までニュージーランドのワイテマタ RFCへと留学していた。帰国後は2006年に三洋電機ワイルドナイツへと入団し、日本代表にも選ばれて、2008年初キャップを獲得した。2012年に現役を引退した。2016年現在、母校である関東学院大学ラグビー部BKコーチを務めている。